# Bryocyclops maholarnensis
Bryocyclops maholarnensis – gatunek widłonoga z rodziny Cyclopidae. Opisał go w 2015 roku zespół biologów w składzie: Santi Watiroyram, Anton Brancelj & La-orsri Sanoamuang. Miejsce typowe to jaskinia Wat Tham Maholarn, dystrykt Nonghin, prowincja Loei, północno-wschodnia Tajlandia (współrzędne wejścia do jaskini: 17°06′23,0″N 101°52′48,5″E/17,106400 101,880150, wysokość 315 m n.p.m.).